# Euheresiarches celebensis
Euheresiarches celebensis är en stekelart som beskrevs av Heinrich 1934. Euheresiarches celebensis ingår i släktet Euheresiarches och familjen brokparasitsteklar. Utöver nominatformen finns också underarten E. c. mengkokae.